# Краскув (Нижньосілезьке воєводство)
Краскув (пол. Krasków, нім. Kratzkau) — село в Польщі, у гміні Марциновиці Свідницького повіту Нижньосілезького воєводства.
Населення — 53 особи (2011).

## Демографія
Демографічна структура станом на 31 березня 2011 року:
|          | Загалом | Допрацездатний вік | Працездатний вік | Постпрацездатний вік |
| -------- | ------- | ------------------ | ---------------- | -------------------- |
| Чоловіки | 25      | 6                  | 18               | 1                    |
| Жінки    | 28      | 9                  | 18               | 1                    |
| Разом    | 53      | 15                 | 36               | 2                    |